# Clube de Montanhismo da Guarda
O Clube de Montanhismo da Guarda é uma associação criada na cidade da Guarda, Portugal. Dedica-se à prática de diversas actividades, sobretudo escalada e alpinismo, em diversas regiões, sobretudo na Serra da Estrela.
Foi fundado em 26 de Março de 1981. Os onze elementos fundadores, a maior parte deles praticantes de outras modalidades desportivas, davam assim o primeiro passo para introduzir na região da Guarda uma actividade desportiva completamente nova e que, paradoxalmente não tinha até aí despertado o interesse de quem vivia na cidade do país com melhores condições naturais para a sua prática.
- «Site do Clube de Montanhismo da Guarda»